# 三獣士
『三獣士』（さんじゅうし）は、田中加奈子による日本の少年漫画作品。作者である田中は本作品を「ウエスタン風西遊記」と位置づけている。

## あらすじ
かつて伝説の賞金稼ぎといわれた「三獣士」は、囮役だった玄奘が死んでからは活動を停止していた。そんなある日、死んだ玄奘と同姓同名の少女が三獣士のもとを訪れる。少女・玄奘は、故郷を滅ぼした天竺（ガンダーラ）の大魔物・シャラマーの討伐を三獣士に依頼する。三獣士の孫悟空はその依頼を一度は断ったが、玄奘の真摯な思いに心を動かされ、三獣士は活動を再開して玄奘と共に天竺を目指すことになる。

## 世界観
『西遊記』の世界観を原典に、作者の大幅な脚色や時代考証を無視した独自の設定が加えられている。登場人物はインディアンや西部劇、またはボンデージ風の衣装を身に纏っている者が多い。 

### 三獣士
伝説の賞金稼ぎで、メンバーは魔物である孫悟空・沙悟浄・猪八戒と、孫悟空の妻である人間の女性・玄奘である。無防備な玄奘を囮にして、魔物が油断したところを討伐する形式をとっている。囮役の玄奘をボスとしているが、事実上のリーダーは孫悟空。80年前に玄奘が死んでからは活動停止している。

### 魔物
地煞星（ちさつせい）
天竺の外で生まれた魔物。三獣士は3人とも地煞星である。
天罡星（てんこうせい）
天竺の中で生まれた魔物。魔物としての力は地煞星より大きい。西門慶や、十大弟子の題婆・可葉などは天罡星である。

### 神珍鉄
神珍鉄（しんちんてつ）は、魔物が誕生した時に一緒に出てくる、その魔物専用の武器である。魔物によって様々な形状の神珍鉄が存在する。

### 舎利湯
舎利湯（しゃりとう）は、シャラマーが人骨を原料に作り出す不老不死の薬である。作中では、シャラマーがゆで卵に舎利湯の粉末をふりかけると、ゆで卵から雛が孵化する描写が見られた。舎利湯を求める多くの魔物がシャラマーの配下についている。

### 地理
天竺（ガンダーラ）
大魔物・シャラマーが支配している。天竺がモデルになっている。
唐（とう）
玄奘の故郷。シャラマーの手によって壊滅した。
貝州（ばいしゅう）
人口60万の大都市。舎利湯を作るために、シャラマーが大量の魔物を引き連れて住人を殺戮しようとしている。
逐鹿原野（ちくろくげんや）
孫悟空の觔斗雲でも近づくことができない結界に守られた聖地。神農氏と祝融氏が住んでいる。

### 技・魔術
九鬼九竜界曼荼羅（くきくりゅうかいマンダラ）
シャラマーが移動用に使用する法印。地面に模様が浮かび上がり、地面が割れて巨大な蓮の花が咲く。シャラマーは蓮の花の上の仏陀像に抱かれながら「涅槃姿勢（リラックススタイル）」で登場する。
魏徴斬（ぎちょうざん）
大力の技。三匹の竜の首を一度に斬り飛ばすといわれる。
両界五行山法（りょうかいごぎょうざんほう）
シャラマーが半月刀（ジャンビーヤ）で自身の指を切断し、その指が空に吸い込まれると、空から巨大な5本の指・五行山が地上に向かって降りてくる。五行山の中には呪いが詰まっており、地面に接触すると指が割れて中から呪いが漏れ出し、周辺は500年間呪いで汚染される。呪いに汚染された地域は不毛の土地になり、そこに住む住人からは正常でない子供が生まれ続ける。
魔流翻波（まりゅうほんは）
悟空の技。斜月三月流（しゃげつさんせいりゅう）射撃術奥義。如意砲の銃口からシャラマーの呪いを吸い込み、自分の身体に吸収する。

## 登場人物

### 主要人物
玄奘（げんじょう）
三獣士にシャラマー討伐の依頼を持ちかけてきた少女。ボンデージ風の衣装に身を包み、ヘルメットの上にゴーグルをかけている。故郷をシャラマーに滅ぼされ、家族を失った。孫悟空の妻であった玄奘と同名である。三獣士の囮役になる。後にすべての魔術・魔力を消去する「ヤショダラの眼」の持ち主であることが判明する。名前と人物像の由来は玄奘からきている。
孫悟空（そんごくう）
三獣士の中心的存在で、沙悟浄からは兄者、猪八戒からはアニキと呼ばれる。黒いステットソンを被っている。かつて強大な魔気を放つ身長2メートル・体重2トンの大柄な魔物だったが、80年前に囮役だった妻の玄奘を守りきれず死なせてしまったショックから、現在は身長130センチメートル・体重27キログラムの子供に逆戻りしている。拳銃型の神珍鉄「如意砲（にょいほう）」で敵を倒す。天竺の外で生まれた地煞星だが、天罡星の雰囲気を漂わせている。魔物に臭いを察知されないようにするために、肉類は一切食べない。名前と人物像の由来は孫悟空からきている。
大人の悟空が身に着けている装飾品はすべてトルコ石製であり、インディアンのナバホ族を参考にしている。
沙悟浄（さごじょう）
三獣士の一人。蒼白の肌で右目の下にほくろがあり、左目は前髪に隠れて見えない。身長189センチメートル・体重82キログラム・精神年齢は20-23歳。胸・脚など数箇所に穴が開いた全身タイツのように身体に密着したスーツとバンダナを着用している。非常に真面目な性格である。父親に頭を割られて殺されかけた過去を持ち、その時にできた傷をバンダナで隠している。傷は卍状に割けて塞がっておらず、バンダナを外すと血液がとめどなく溢れ出して周囲を血の海に変え、そこから無数の血の骸骨が湧き出て周囲の人間を呪う。狙撃銃型の神珍鉄「諸行無杖（しょぎょうむじょう）」で標的を正確に狙撃する。名前と人物像の由来は沙悟浄からきている。
猪八戒（ちょはっかい）
三獣士の一人。身長175センチメートル・体重約63キログラム・精神年齢は19-21歳。浅黒い肌に逆立てた金髪をしている。首からネックレスをかけ、十字架のピアスとTバックを装着し、尻からブタのような尻尾が生えている。陽気で女好き、乱暴で後先を考えない性格をしている。釘鈀の形状をした機関銃型の神珍鉄「九穴鬼（きゅうけつき）」で敵をなぎ払う。名前と人物像の由来は猪八戒からきている。

### 敵
シャラマー（釈羅摩）
天竺の大魔物。万能の存在であらゆる魔術を扱い、不老不死の薬である舎利湯を作り出すことができる。身長192センチメートル・体重78キログラム・実年齢は82歳で精神年齢は約25歳。長い耳たぶにイヤリングを装着し、左眉毛を剃り、髪型はアシンメトリーで前頭部が渦巻き状に刈り込まれている。両手の指にはそれぞれ火・水・木・金・土の刺青が施されている。舎利湯と人間を材料に、顔面の皮を繋ぎ合わせたシャツ・血管を寄り合わせて作ったズボン・臼歯のコンチョと歯茎のバックルで作られたベルトを着用している。これらの材料として使用された人間は舎利湯の力で死んでおらず、耳を澄ますと材料となった人間の苦痛の声が聞こえてくる。また、肺の中に雷公（ヘング）・風伯（ウィツィロポチトリ）・義和（トナティウ）という一本足の魔物を飼っており、「シャラマー愛の投げキッス」をすることでこれらの魔物を外に放つ。シャラマーに忠誠を誓った「十大弟子（じゅうだいでし）」を従えている。自身が大魔物であることを自覚しており、常に余裕の態度を崩さない。性格は冷酷かつ残虐で、苦悩する大力を面白い見世物として楽しんでいる。貝州の住人を材料に舎利湯を作成しようとするが、玄奘の「ヤショダラの眼」に興味を持ち、舎利湯作りを中止して魔術・両界五行山法で玄奘の実力を試す。

#### 十大弟子
シャラマーに忠誠を誓った魔物達。シャラマーから舎利湯を貰った者と、まだ貰っていない者がいる。悟空の妻である玄奘を殺害した魔物や、羅刹女の子供の紅孩児なども十大弟子に含まれる予定だったが、作中には登場しなかった。
東方朔（とうほうさく）
シャラマーの身の回りの世話をする道化師。サルのような姿をしており、「天王煽心扇（てんのうせんしんせん）」という巨大な扇を煽ることで大衆の心を操る。シャラマーからすでに舎利湯を授かっており、不老不死になっている。名前と人物像の由来は東方朔からきている。
大力（スパン）
天竺で最強と言われた剣の使い手で「寝くたれの大力」と言われる。三獣士とは面識があり、天竺で知り合った。身長178センチメートル・体重71キログラム。オールバックに一房の前髪を垂らし、素肌にコートを着用している。舎利湯の結晶が肋骨と一体化しているため、舎利塔の力で不老不死になっており、頭を吹き飛ばされても死なずにすぐ再生する。邪悪な自我を持つ神珍鉄「降魔利剣（ごうまりけん）」を持つ。降魔利剣の暴走を押さえるために精神力を消費しているので、疲労から寝ていることが多い。数十年前に降魔利剣の魔力に負けて、側にいた母親の可仁珠花（カニシュカ）を斬殺し、それを見た妹の倶斜奈（クシャナ）は精神崩壊した。舎利湯で母・可仁珠花を生き返らせ、妹・倶斜奈の心を救うためにシャラマーの部下になる。シャラマーからは十大弟子の中で最も気に入られている。
大力が着用しているコートのデザインは、インディアン・ハイダ族のアートを参考にしている。また、大力の母親である可仁珠花の名前はカニシカ1世、妹の倶斜奈の名前はクシャーナ朝から由来している。
題婆（ダイバ）
天罡星の魔物。雲に乗って浮遊し、棍棒のようなものを持っている。背は低く、肩が露出した衣服を着用し、瞳は前頭部に装着したバイザーのようなものの陰に隠れて見えない。一人称は「ワシ」。空間に穴を開けて移動することができる。シャラマーからまだ舎利湯をもらっていない。地煞星である三獣士を、天竺の外で生まれた出来損ないであると見下している。服装のデザインはインディアン・ハイダ族のアートを参考にしている。
可葉（カッサパ）
天罡星の魔物であり、題婆と共に現れた天竺の歌姫。髪の毛を頭頂部で結び、羽飾りを差している。シャラマーから舎利湯をもらっておらず、同じ十大弟子の大力が舎利湯を披露した時に、題婆と共に嫉妬の感情を露にした。シャラマーが着用している人間と舎利湯を材料にした服装を「末期的美的センス」と評している。彼女の服装は、大力や題婆と同じくインディアン・ハイダ族のアートを参考にしている。
阿難（アナン）
小さい眼鏡をかけている。シャラマーから舎利湯を貰う予定だったが、三獣士が原因で叶わなかったため、そのことを恨んで三獣士に襲いかかる。自律的に回転して攻撃する神珍鉄「バジュラ」を使う。その正体は、巨大なコブラの魔物である。
元々は玄奘の生き別れた兄として登場する予定だったが、十大弟子の一員に変更された。

#### その他
西門慶（サイモンケイ）
天罡星の魔物。腹部に内臓や肉がなく、骨だけが露出しているという猟奇的な外見をしている。

### その他
旧玄奘
悟空の妻。服装は原典『西遊記』に登場する三蔵法師に近い。三獣士の囮役を務めていたが、80年前に魔物に襲われて命を落とした。本作品では「玄奘」という名前の人物が2名登場するので、作者は悟空の妻の方を「旧玄奘」と呼んでいると単行本2巻にて述べている。
羅刹女（ラセツジョ）
牛魔王の妻。数年前、夫である牛魔王と共にシャラマーに殺害された。その後は東方朔に取り憑いて道化を演じながら、シャラマーに復讐をする機会をうかがっている。玄奘を叱咤する。天王煽心扇の本来の名前は「芭蕉扇（ばしょうせん）」であり、もともと羅刹女の所有物だった。名前と人物像の由来は羅刹女からきている。
牛魔王（ぎゅうまおう）
かつて大力と一・二位を争う有名な大魔物で南天竺を支配していたが、シャラマーに二度と再生・転生できないくらい魂まで粉々にされて殺害された。名前と人物像の由来は牛魔王からきている。
神農氏（しんのうし）
炎帝（えんてい）と呼ばれる悟空の知り合いの医者。聖地・逐鹿原野に住んでいる。昔は医者として人を救うために活動していたが、怪我や病気をいくら治しても人の争いはなくならず、人を治すのは無駄と悟り、娘の祝融に頼んで脳を封印した。名前と人物像の由来は神農からきている。
祝融氏（しゅくゆうし）
神農と共に逐鹿原野で暮らしている。神農の脳を封印し、大金を支払った者だけに神農の医術を施している。金がない者は彼女とのゲームに勝たなければならないが、負けた場合は罰として心臓を生きたまま抜かれる。名前と人物像の由来は祝融からきている。

## 読み切り版
連載に先立ち、読み切り版「三獣士」が『週刊少年ジャンプ』1999年35号に掲載された。連載版の原型となっている。連載版と違い、敵役であるシャラマーが上半身裸で乳首にピアスを装着し、雲に乗った4本腕の魔物にデザインされている。読み切り版「三獣士」は、作者の短編集『KANABALISM - 田中加奈子短編集』に収録されている。

## 書誌情報

### 単行本
1. 伝説の三獣士!! ISBN 4-08-873011-9
2. 一本の紙巻きタバコ 2000年12月9日発行 ISBN 4-08-873053-4

### その他
- KANABALISM - 田中加奈子短編集 ISBN 978-4-08-873032-5 - 読み切り版「三獣士」収録